# Hugh Jenkins
Hugh Gater Jenkins, baron Jenkins de Putney, né le 27 juillet 1908 et mort le 26 janvier 2004, est un homme politique travailliste britannique.
Il est député de Putney et est ministre des Arts de 1974 à 1976. Il est président de la Campagne pour le désarmement nucléaire (CND) entre 1979 et 1981.

## Jeunesse
Jenkins est né à Enfield, Middlesex, dans une famille «modeste», ses parents étant un laitier et une fille de boucherie. Il fréquente le lycée Enfield et travaille pour la Prudential Assurance 1930–40. Il épouse sa première femme, Marie Crosbie, en 1936. Elle est décédée en 1989 et il se remarie avec Helena Maria Pavlidis en 1991. Helena est décédée en 1994. Pendant la Seconde Guerre mondiale il sert avec le Royal Observer Corps et la Royal Air Force à partir de 1941, et après la guerre, il travaille à la radio de Rangoon jusqu'en 1947, où il est directeur des programmes anglais.

## Vie politique
Situé à l'aile gauche du parti, Jenkins est actif au sein de la Prudential Staff Association, du Syndicat national des employés de banque et du syndicat d'acteurs Equity, dont il est secrétaire général adjoint 1957-1964. Lui et son épouse, Marie, s'investissent politiquement dans le comté de Croydon, dans le Surrey. Jenkins préside le comité local du parti travailliste d'Upper Norwood et représente le conseil, et Marie est élue au conseil de Croydon pour le quartier du manoir de Whitehorse en 1949. Il se présente au Parlement sans succès à Enfield West en 1950 et à Mitcham en 1955. Jenkins est impliqué dans le groupe Victory for Socialism opposé à la crise du canal de Suez en 1956 et est un partisan du CND et du désarmement nucléaire depuis sa fondation en 1957. En 1958, il devient conseiller du comté de Londres pour Hackney North et Stoke Newington, jusqu'en 1965, et il est membre de l'exécutif du parti travailliste de Londres en 1962. Il est également impliqué avec le Conseil des arts.
Jenkins est élu à Putney, où lui et Marie ont déménagé, aux élections de 1964, s'impliquant rapidement dans le Tribune Group. Il est nommé ministre des Arts de l'ombre en 1973 et est devenu le ministre des Arts en 1974, et est limogé en 1976 par le Premier ministre James Callaghan. Il perd son siège aux élections générales de 1979 au profit de David Mellor du Parti conservateur et devient président du CND la même année. Il est fait pair à vie avec le titre de baron Jenkins de Putney, de Wandsworth dans le Grand Londres le 14 mai 1981. Il assistait tous les jours à la Chambre des lords lorsqu'elle était en session. Il a si habilement exploité les procédures informelles de la Chambre haute qu'une limite a dû être imposée au nombre de questions qu'un pair pouvait poser chaque jour. Il a contourné l'interdiction par le gouvernement de publier Spycatcher en lisant de longs extraits pour s'assurer qu'il figurait dans le compte rendu public dans le Hansard.
Il continue à écrire des brochures et des pièces radiophoniques, siégeant au conseil d'administration du Royal National Theatre. Ses pièces ultérieures ont été tapées sur un Amstrad 256 précoce. Jenkins affirme qu'il est devenu «informatisé» tard dans sa vie. Sa correspondance parlementaire et ses discours ont continué à être dactylographiés sur le même Amstrad 256 jusqu'à ce qu'il entre dans une maison de retraite à la fin de sa vie en 2004. Ses papiers privés sont conservés à la London School of Economics.

## Militant anti-nucléaire
Jenkins a longtemps été un militant anti-nucléaire et un partisan du CND. Ses activités antinucléaires avant la formation du CND ont poussé l'aile droite au sein du Parti travailliste à tenter de le bloquer en tant que candidat parlementaire. Il est président du CND de 1979 à 1981 et vice-président en 1981. En tant que membre de la Chambre des lords, il est président du groupe Lords CND. C'est la période au cours de laquelle le CND a connu un renouveau majeur connu sous le nom de «deuxième vague».